# Diachrysia humeralis
Diachrysia humeralis är en fjärilsart som beskrevs av Butler 1886. Diachrysia humeralis ingår i släktet Diachrysia och familjen nattflyn. Inga underarter finns listade i Catalogue of Life.